# Autorité portuaire d'Ukraine
L'autorité portuaire d'Ukraine  (en ukrainien : Адміністрація морських портів України) ou (АМПУ, AMPU) est l'administration qui gère les structures portuaires en Ukraine.

## Siège
Il se situe à Kiev.

## Structure
Directeur : depuis janvier 2020 Oleksandre Holodnytsky.
La gouvernance se fait par délégation régionale : oblasts.